# Quézac, Lozère
Quézac là một xã ở tỉnh Lozère trong vùng Occitanie, phía nam nước Pháp. Khu vực này có độ cao trung bình 600 mét trên mực nước biển.